# 드류 가뇽
앤드류 M.가뇽(Andrew M. Gagnon, 1990년 6월 26일 ~ )은 미국의 야구 선수이자, 현 대만 중화 직업봉구 대연맹 웨이취엔 드래곤스의 투수이다.

## 미국 프로야구 시절
2018년에 뉴욕 메츠에 입단하였다.

## 한국 프로야구 시절

### KIA 타이거즈시절
2020년에 제이콥 터너, 조 윌랜드를 대체할 외국인 투수로 영입되었다. 데뷔전에서 5이닝 5실점을 했고, 기복이 있는 모습을 보였다. 시즌 종료 후, 재계약에 실패했다.

## 대만 프로야구 시절
2021년에 웨이취엔 드래곤스에 입단하였다.